# Nephrotoma hubeiensis
Nephrotoma hubeiensis is een tweevleugelige uit de familie langpootmuggen (Tipulidae). De soort komt voor in het Palearctisch gebied.